# Эстонский музей под открытым небом
Эстонский музей под открытым небом (эст. Eesti Vabaõhumuuseum), ранее Эстонский государственный парк-музей — музей сельской традиционной архитектуры Эстонии, расположенный в Таллине, в микрорайоне Рокка-аль-Маре.

## История

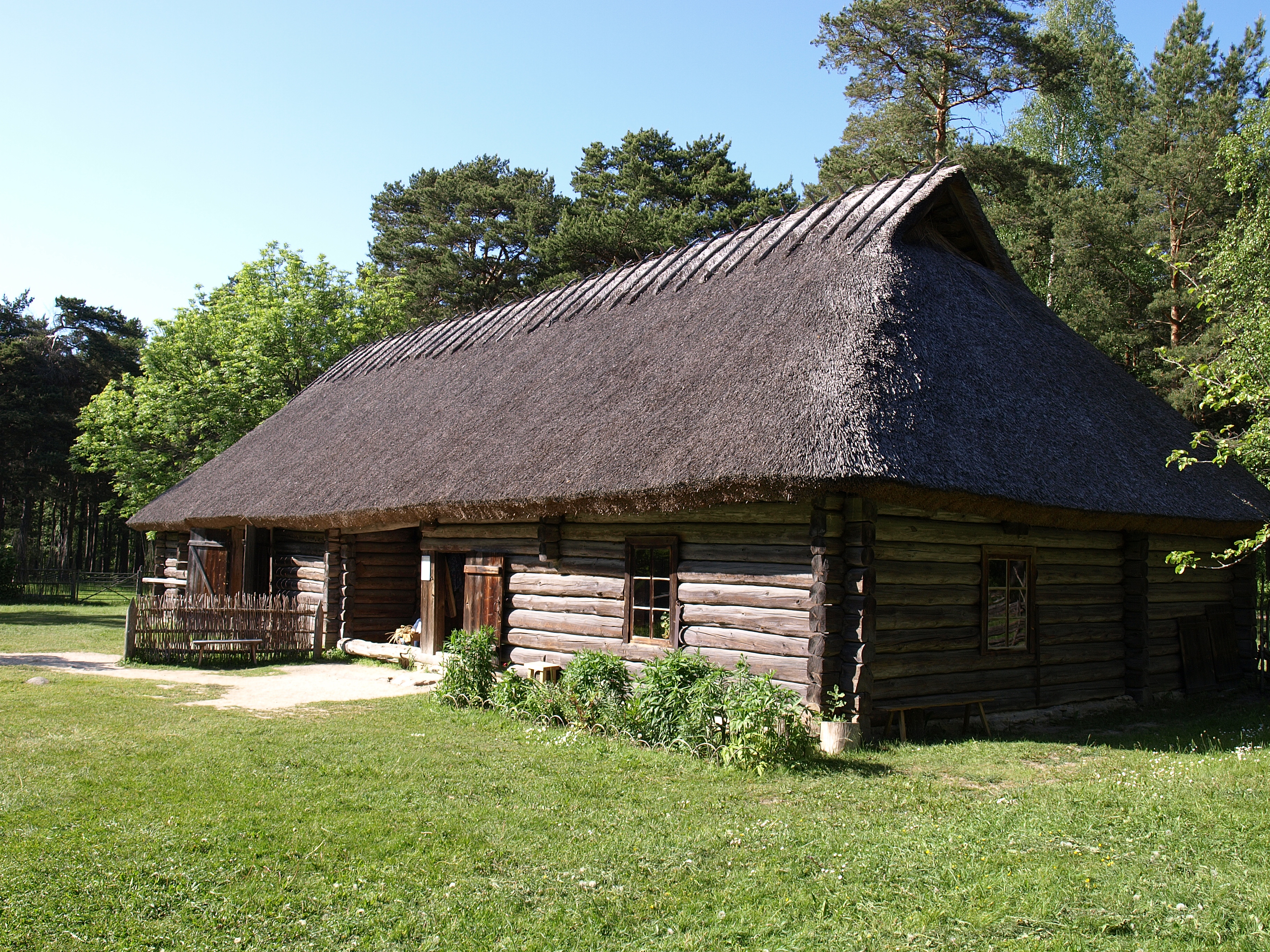
Крестьянский дом в Эстляндской губернии, XIX век

Музей основан 22 мая 1957 года. Занимает 79 гектаров и включает (по состоянию на 2005 год) 72 постройки, большая часть которых скомпонована в 11 хуторских дворов, объединенных, в свою очередь, в четыре территориальные группы: Западная Эстония, Северная Эстония, Южная Эстония и Острова. В дополнение к хуторским хозяйствам в музее представлены постройки общественного назначения (часовня, сельский магазин, школа и др.), расположенные по отдельности или группами.
В интерьерах некоторых зданий представлены предметы крестьянского обихода, орудия труда, мебель, посуда и т.п.
Музей знакомит посетителей с эстонской национальной архитектурой последних двух столетий, а также с традиционным укладом крестьянской жизни Эстонии.
Музей проводит «Дни живой истории», в ходе которых сотрудники, одетые в национальные одежды, демонстрируют традиционные занятия крестьян, а также семинары, музейные уроки, рукодельные субботы, кулинарные воскресенья и другие мероприятия. Залы традиционной корчмы предлагаются к аренде для проведения банкетов, свадеб и праздничных мероприятий.
В 2015 году были открыты нескольких новых экспонатов, в том числе первый объект, не связанный непосредственно с жизнью этнических эстонцев: дом рыбака-старовера Печонкина из Причудья.

## Основные объекты

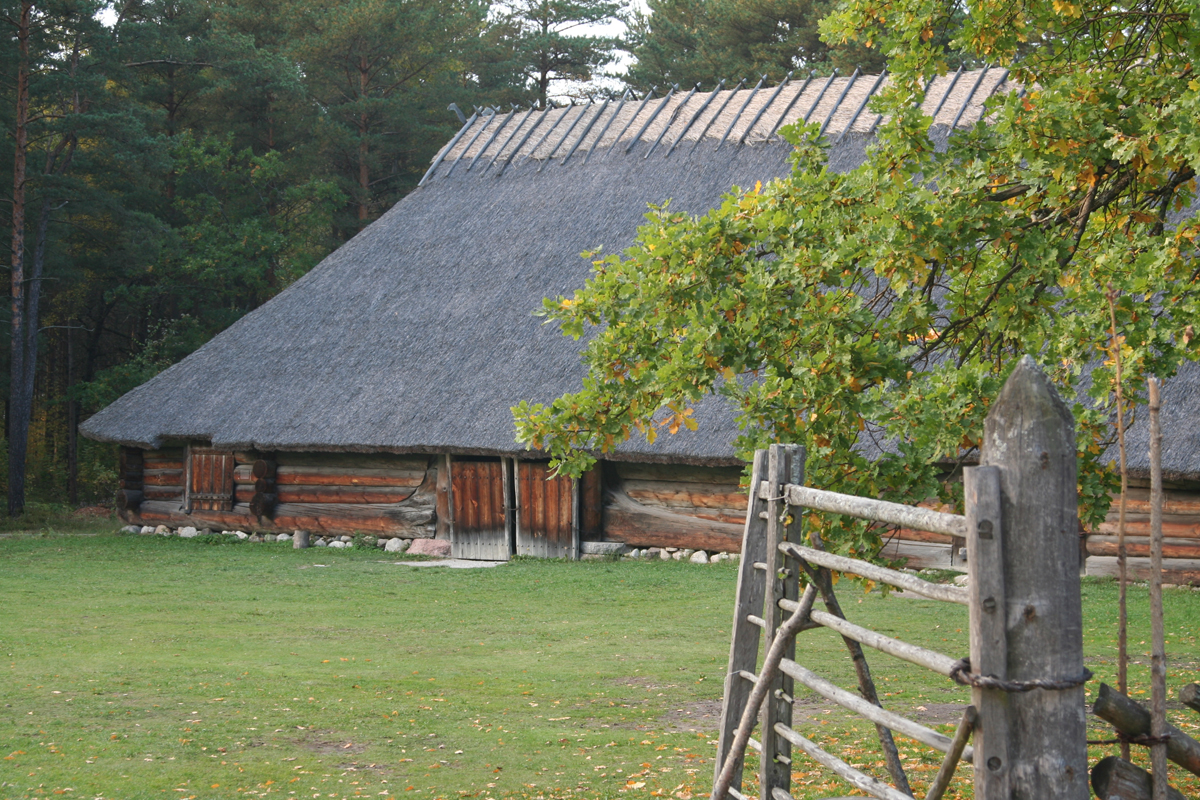
Хутор Сасси-Яани (первый экспонат, перевезённый в музей, XIX век)

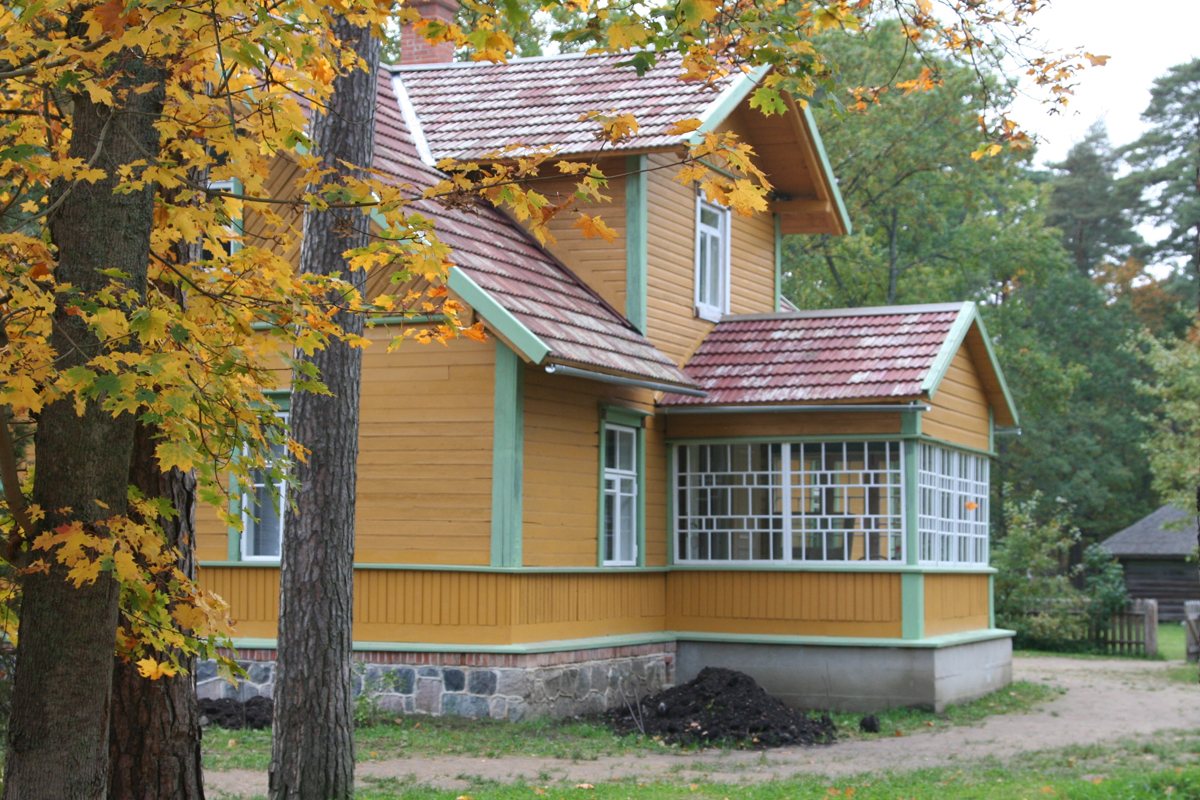
Хутор Кутсари-Харьяпеа, 1930-е годы

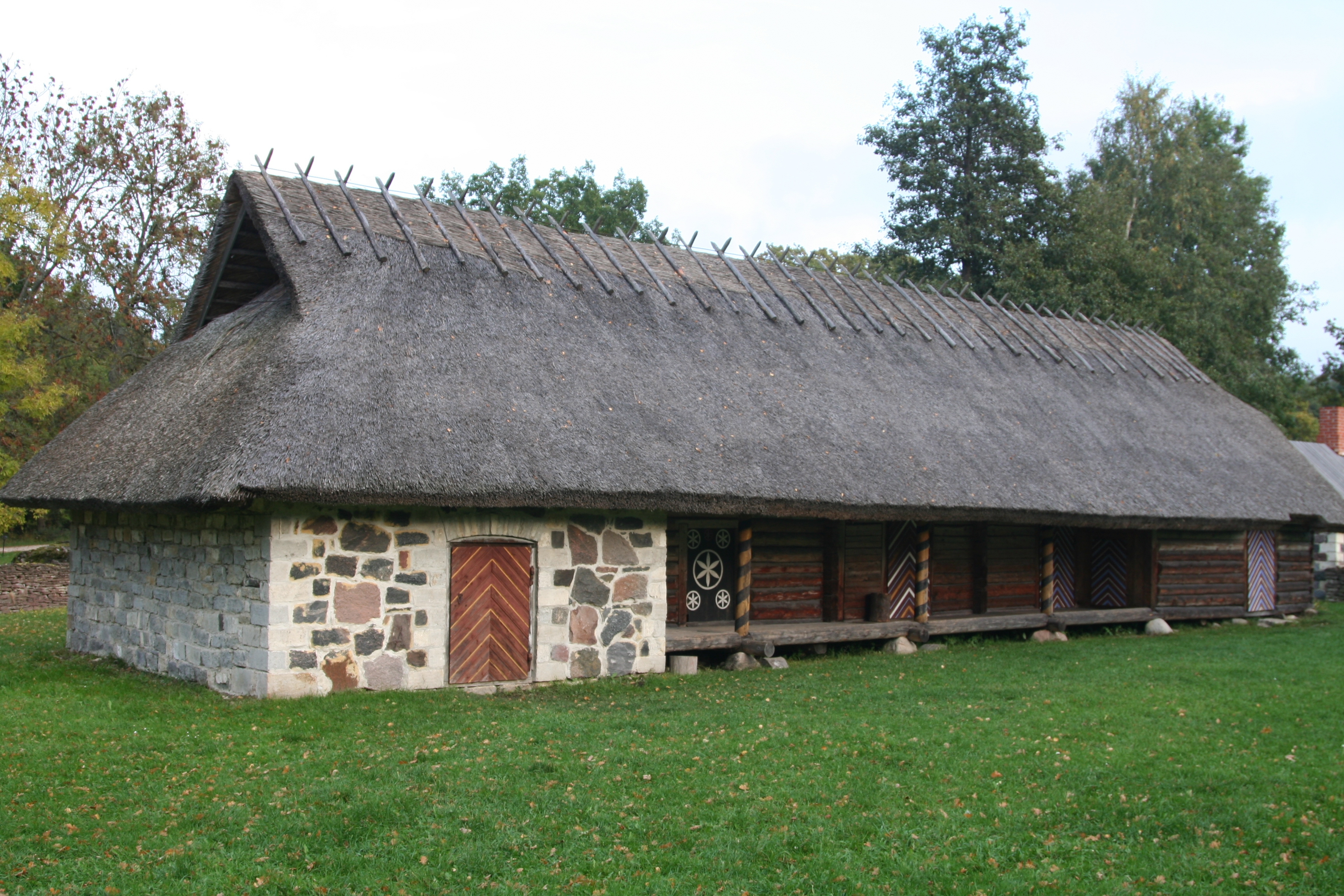
Хутор Юри-Яагу, XIX век

### Западная Эстония
- Хутор Сааси-Яани
- Хутор Кёйстриасеме
- Бедняцкий двор Нуки
- Часовня Сутлепа, XIX век
- Ветряная мельница Нятси

### Северная Эстония
- Хутор Пульга
- Хутор Кутсари-Харьяпеа
- Рыбацкий хутор Аарте
- Сараи для рыболовных сетей
- Водяная мельница Кахала, XIX век
- Школа Куйе
- Корчма Колу
- Пожарный сарай Оргметса
- Сельский магазин Лау

### Южная Эстония
- Хутор Сепа
- Ветряная мельница Калма
- Хутор Ритсу
- Хутор Руси
- Хутор сету
- Дом старовера из Причудья

### Острова
- Хутор Яагу
- Хутор Рооста
- Хутор Колга
- Хутор Юри-Яагу
- Молельный дом братства
- Сараи для рыболовных сетей
- Дом сезонных рыбаков с острова Хийумаа
- Ветряные мельницы

### Отдельные объекты
- Пожарный сарай Оргметса
- Школа Куйе

## Галерея

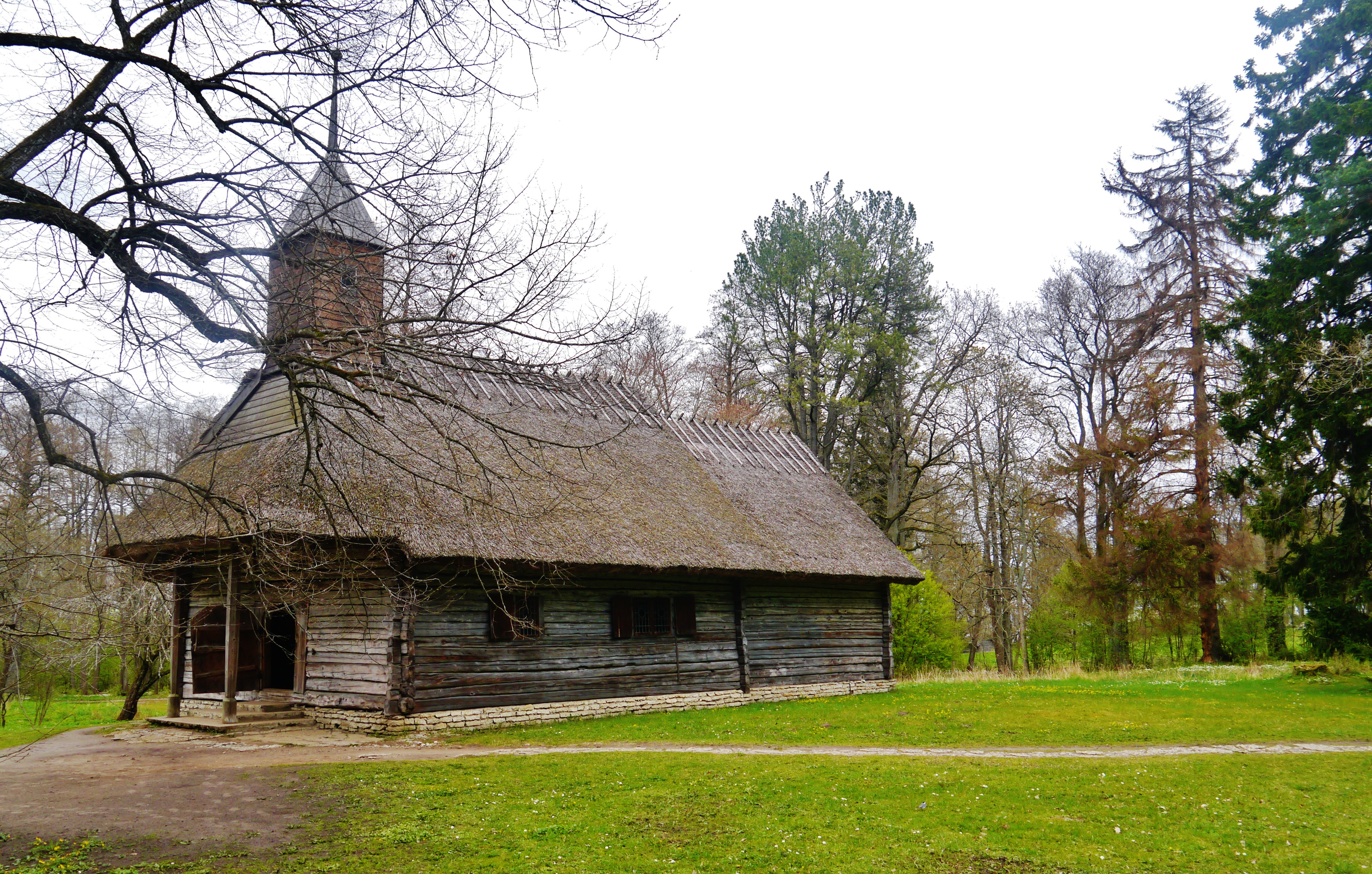
Часовня Сутлепа
Внутреннее убранство часовни Сутлепа
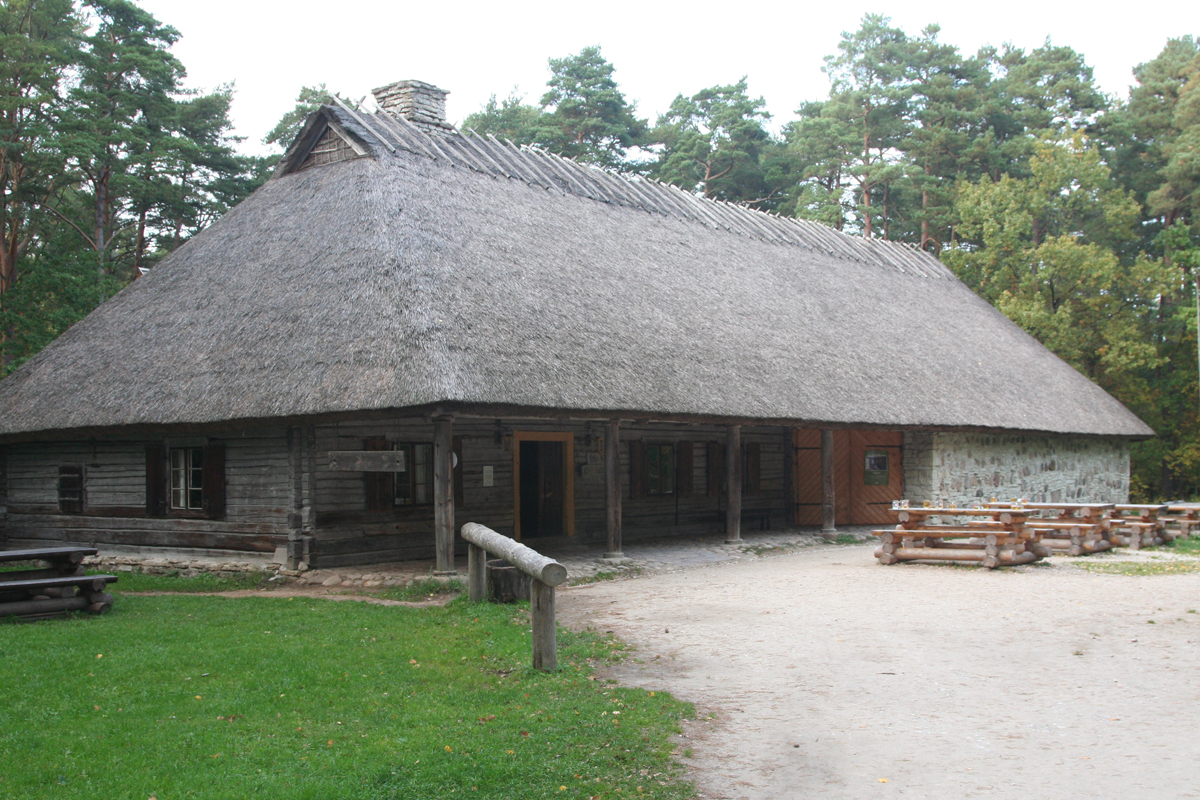
Корчма Колу
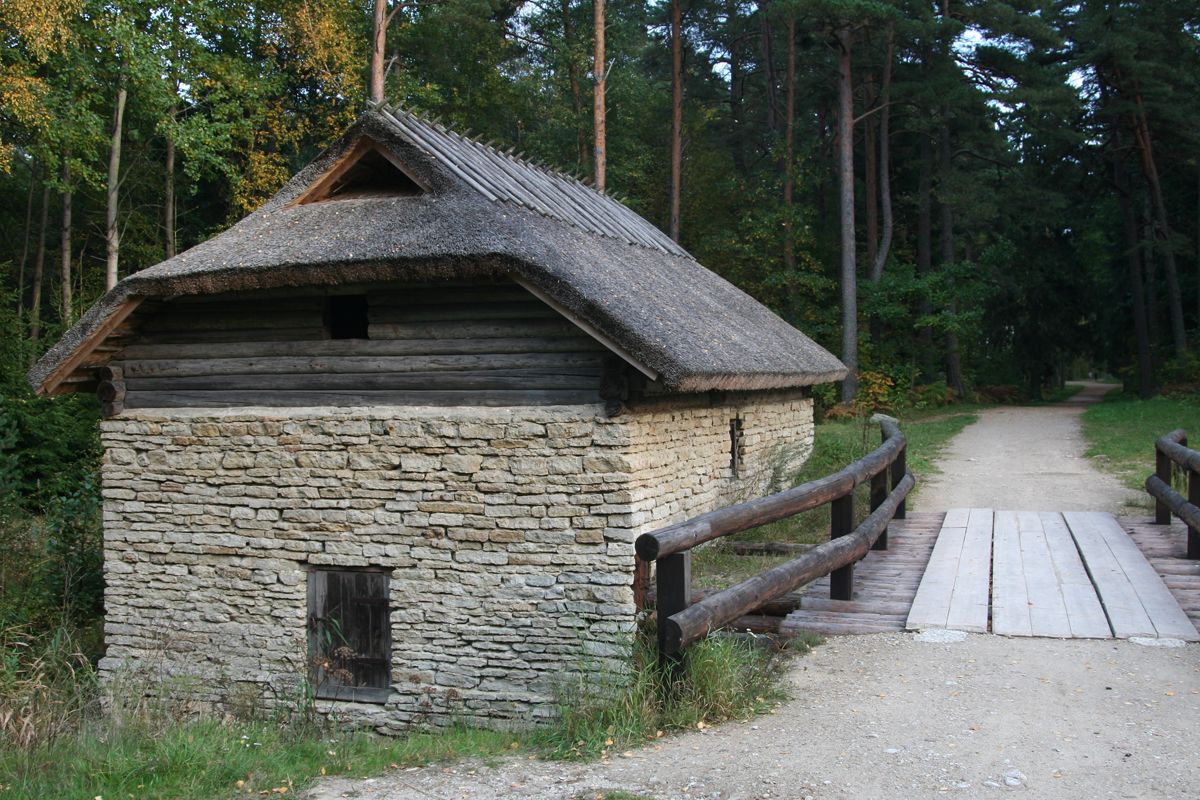
Водяная мельница Кахала
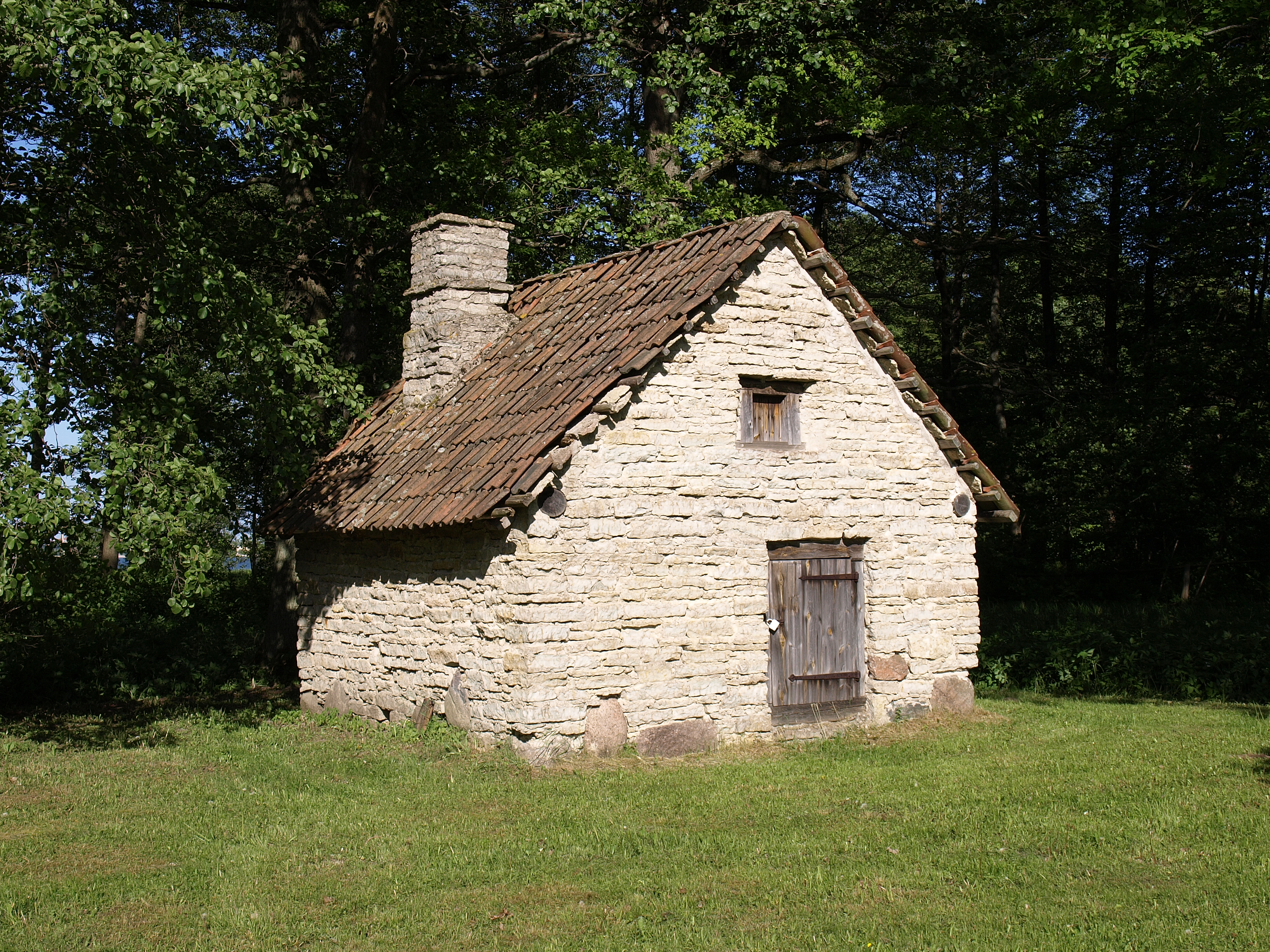
Эстонская сауна
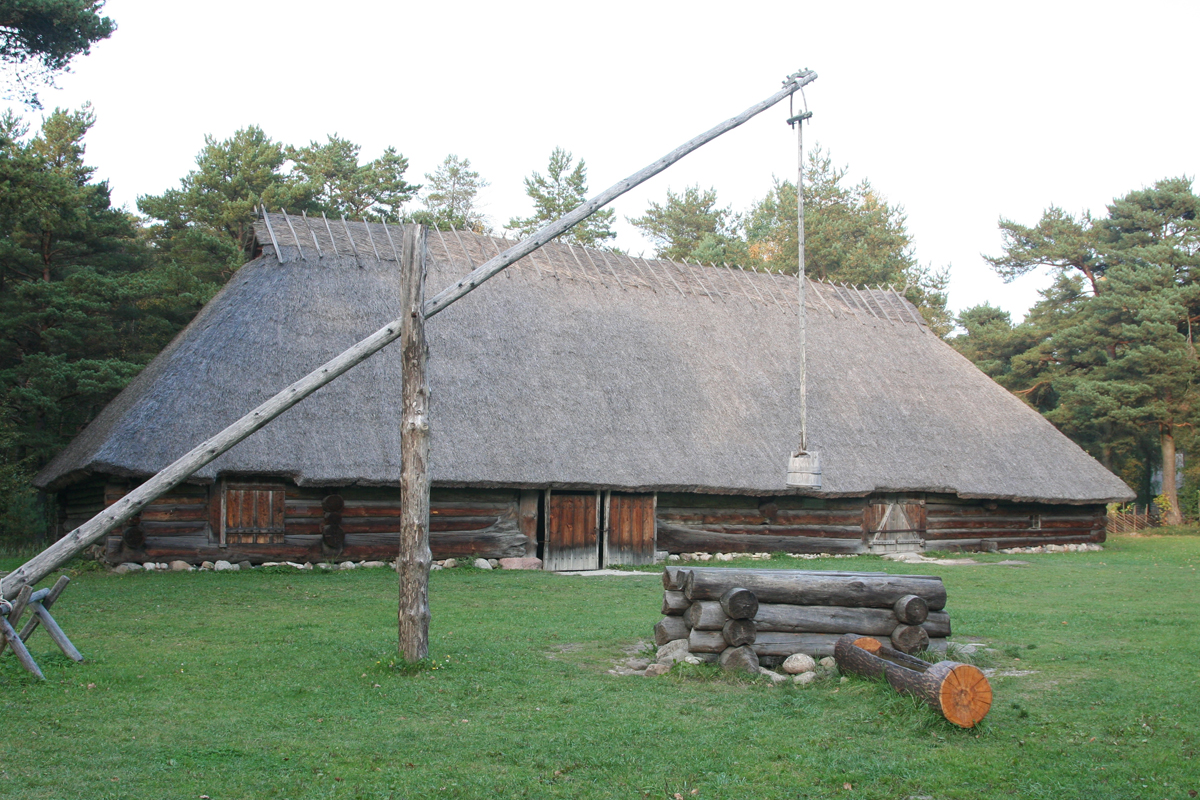
Хутор Сасси-Яани
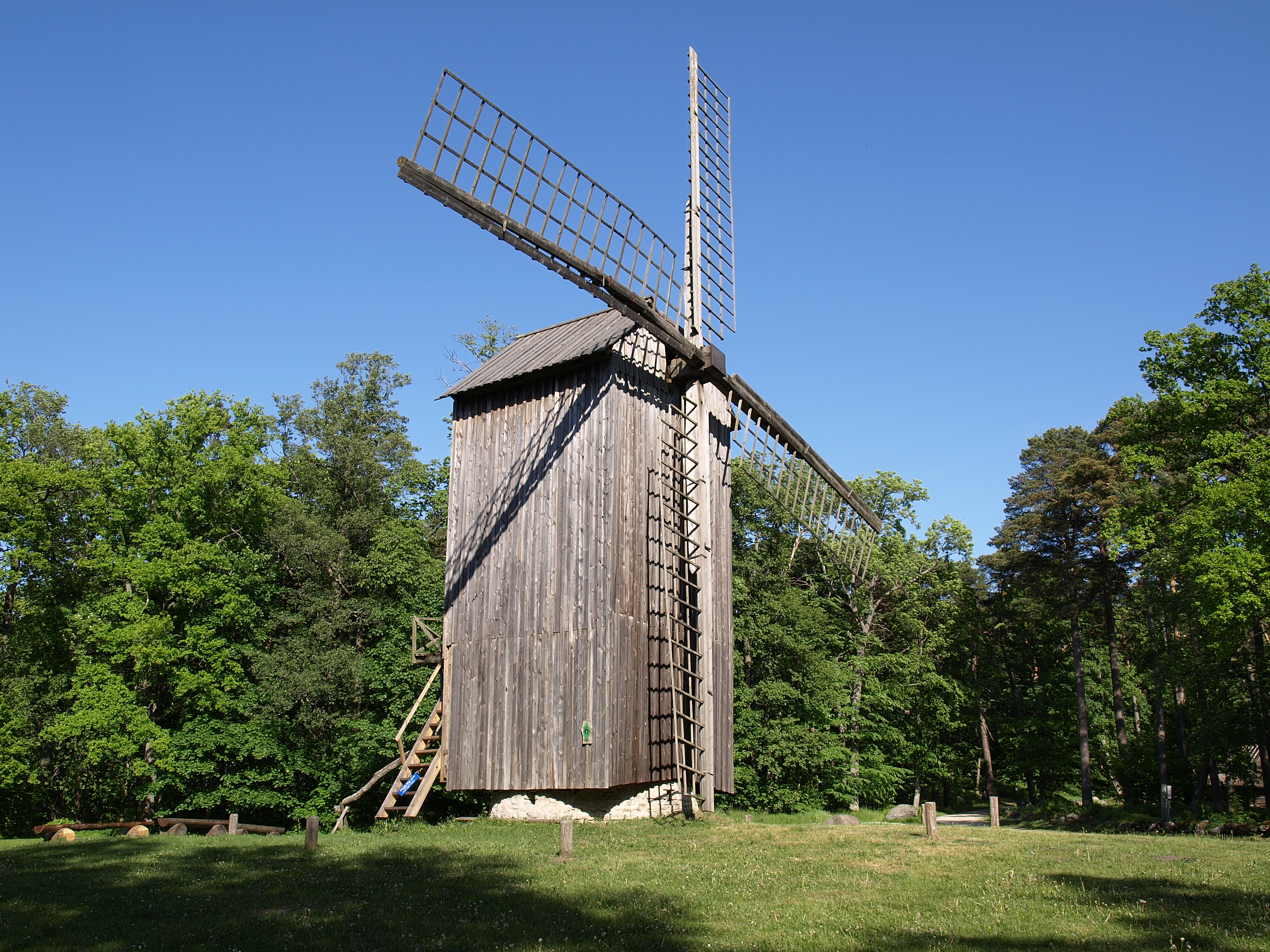
Ветряная мельница из Уленди
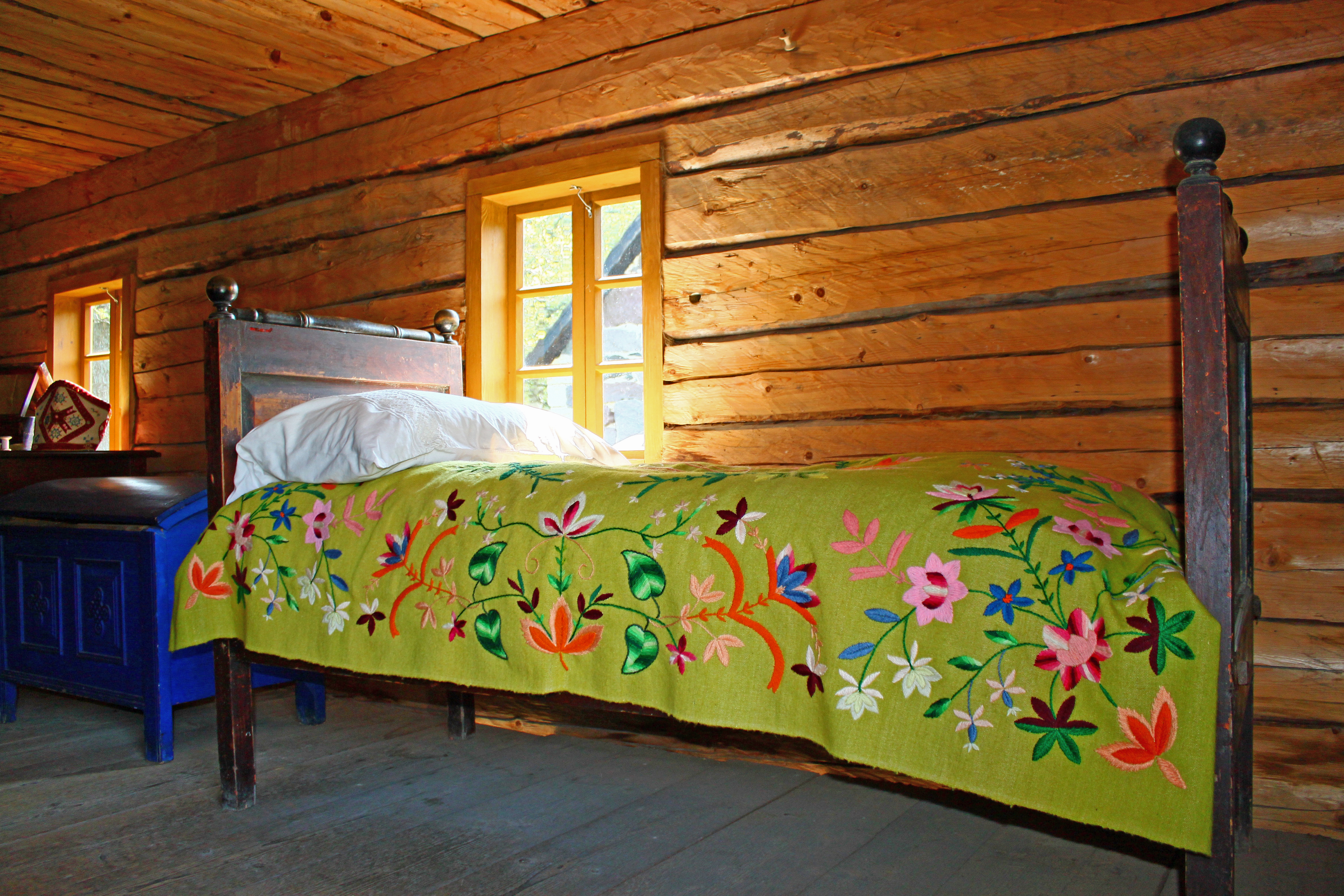
Жилая комната крестьянского дома с хутора Юри-Яагу
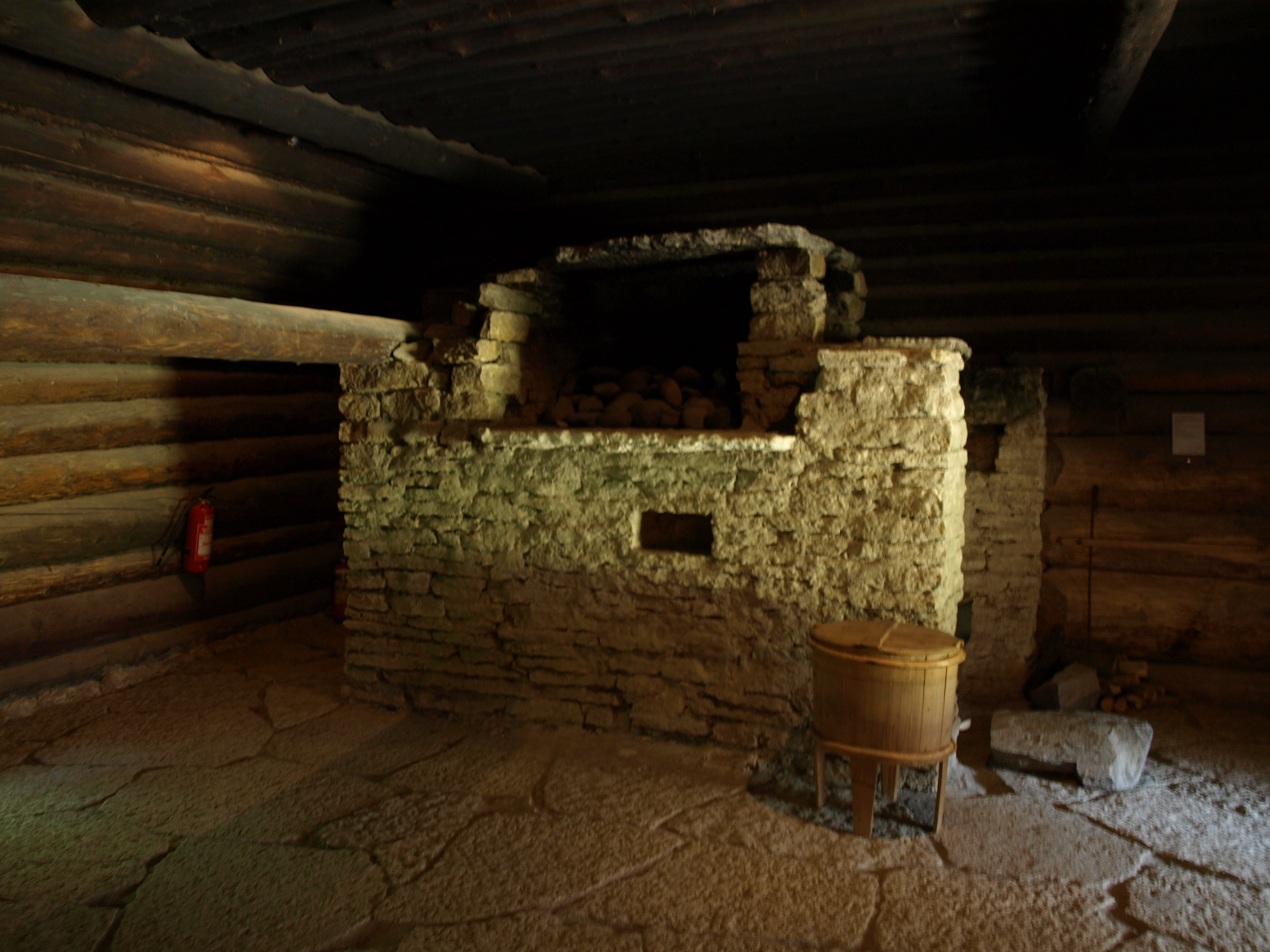
Печь в жилом крестьянском доме
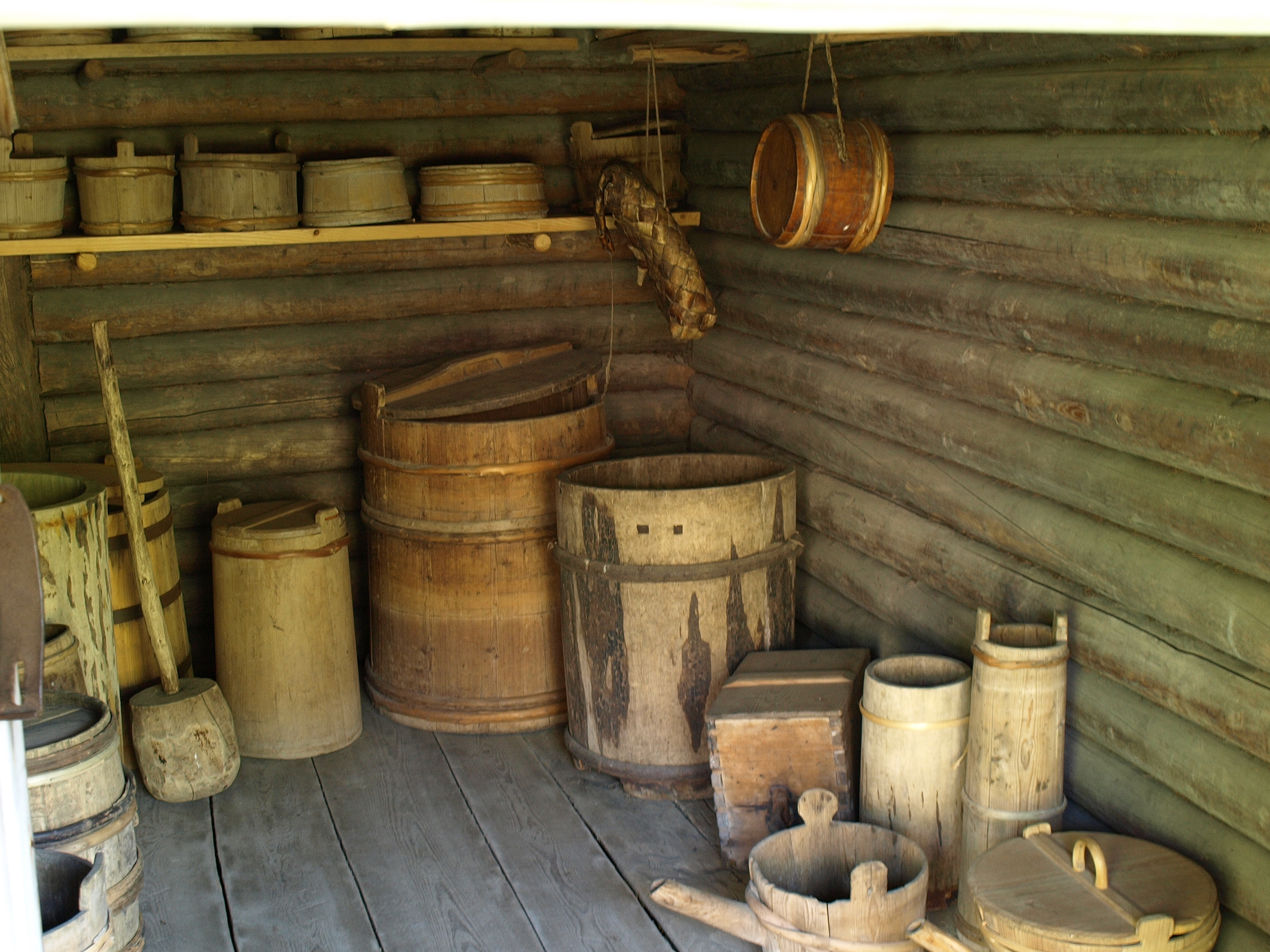
Кладовая в крестьянском доме